# Sultan Husayn
Sultan Husayn (noto anche come Soltan Hosayn e Soltan Hosein in persiano شاه سلطان حسین; ottobre 1668 – novembre 1726) è stato l'ultimo scià di Persia della dinastia dei Safavidi e regnò dal 1694 fino alla sua deposizione da parte di Mahmud Hotak, un afgano di etnia Pashtun, nel 1722.

## Biografia
Quando suo padre Scià Solimano era sul letto di morte, chiese agli eunuchi di corte di scegliere il successore tra i suoi due figli, dicendo che se avessero voluto la pace e la tranquillità avrebbero dovute scegliere il maggiore, Sultan Husayn, ma se avessero voluto rendere l'impero più potente avrebbero dovuto optare per il più giovane, Abbas. Gli eunuchi decisero di far succedere scià Sultan Husayn. Egli aveva la reputazione di essere accomodante e aveva poco interesse per gli affari politici, essendo il suo soprannome Yakhshidir ("Molto bene!"), la risposta che dava quando era chiamato a decidere su questioni di stato. Il giovane re era un musulmano devoto e uno dei suoi primi atti fu quello di dare potere al capo religioso Muhammad Baqir Majlisi. Vennero così introdotte una serie di misure contro il Sufismo, ovvero una legge che vietava il consumo di alcol e oppio e restrizioni sul comportamento delle donne in pubblico. I governatori provinciali ebbero ordine di far rispettare la Sharia.
Tuttavia, presto il potere si spostò da Muhammad Baqer Majlesi alla prozia del sultano Husayn, Maryam Begum (la figlia di Shah Safi). Sotto la sua influenza, Hoseyn divenne un alcolizzato, trascurando gli affari politici e dedicandosi all'harem e ai suoi giardini di piacere.

### Rivolta contro Sultan Husayn

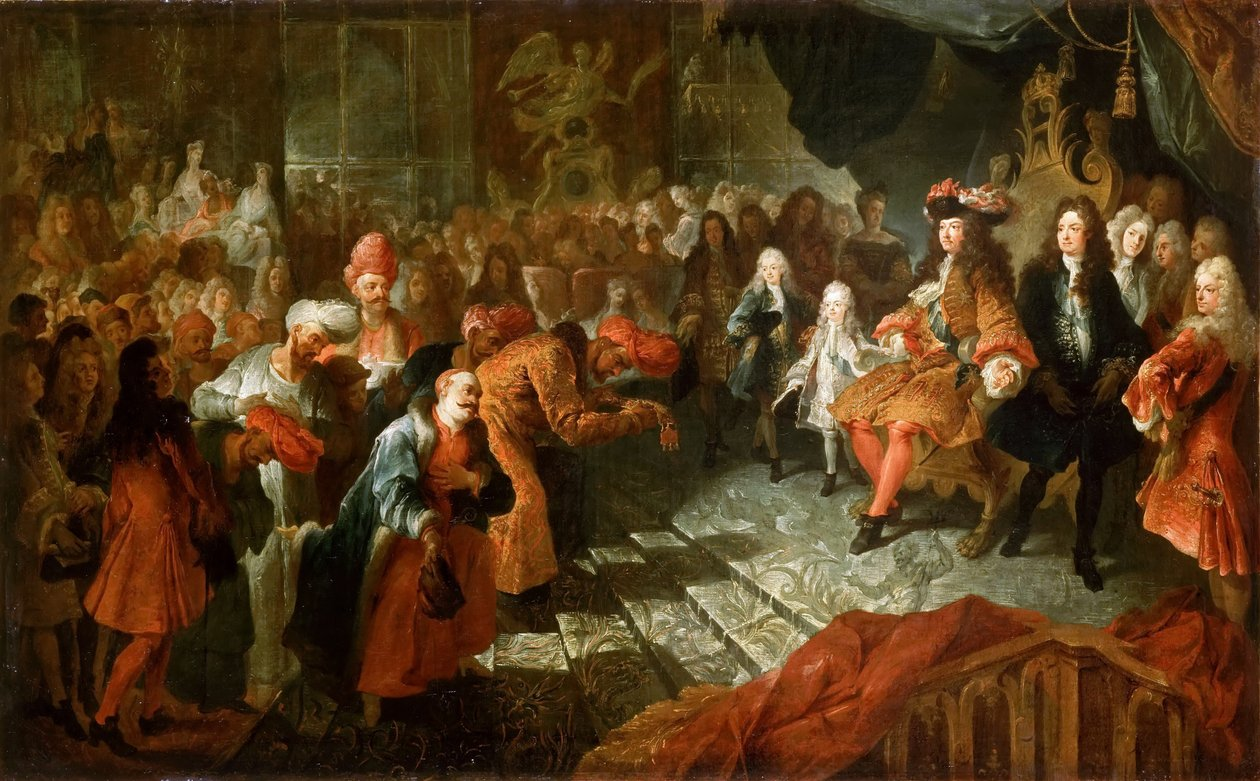
Ambasciata persiana a Luigi XIV inviata da Sultan Husayn nel 1715 (Ambassade de Perse auprès de Louis XIV, studio di Antoine Coypel)

Il regno di Sultan Husayn fu relativamente tranquillo prima di trovarsi a fronteggiare un'importante rivolta in Afghanistan, nella parte più orientale del suo impero. Gli afghani erano stati divisi in due tribù principali: i Ghilzai e i Durrani. Nel 1709 gli afgani Ghilzai di Kandahar, sotto la guida Mirwais, si ribellarono e cacciarono i Safavidei. Nel 1716, i Durrani di Herat seguirono il loro esempio e una spedizione safavide, inviata a riprendere il controllo di quelle terre, si concluse con un fallimento. I Durrani si rivolsero poi contro i Ghilzai, ma furono sconfitti da Mahmud Hotak, uno dei figli di Mirwais.
Nel frattempo, Sultan Husayn dovette fronteggiare altre ribellioni a causa dalla sua politica religiosa. La rinascita dello sciismo promosso da Muhammad Baqer Majlesi e dal suo successore e nipote, il capo mullā Muhammad Hosein, aveva portato ad accrescere l'intolleranza verso i sunniti, ebrei e cristiani (in particolare georgiani e armeni). Lo scià aveva inoltre emanato un decreto che disponeva la conversione forzata degli zoroastriani. Nel 1717-1720, i sunniti del Kurdistan e di Shirvan si ribellarono. Nello Shirvan i ribelli si allearono con i loro compagni sunniti, i turchi ottomani e le tribù dei lezgini. Quando i lezgini presero Shamakhi, la città principale di Shirvan, nel 1721, massacrarono la popolazione sciita, compreso il governatore. Lo scrittore Jonas Hanway riportò che "era stata saccheggiata la città."
Sultan Husayn dovette affrontare altri problemi nel suo impero, come i pirati che saccheggiarono e conquistarono le isole del Golfo Persico, o come la peste che colpiva le province nord-occidentali. La sua corte non prese provvedimenti decisivi.

### Guerra russo-persiana
Nel giugno 1722, Pietro il Grande, allora zar dell'impero russo, dichiarò guerra ai Safavidi nel tentativo di espandere l'influenza sul mar Caspio e il Caucaso e, nello stesso tempo impedire ai suoi nemici Ottomani, di acquisire nuovi territori a spese del declinante impero safavida.
La vittoria russa ratificò il trasferimento ai russi dei territori nel Caucaso settentrionale e meridionale e delle città del nord della Persia, Derbent (sud Daghestan) e Baku ed i loro territori circostanti, così come le province di Gilan, Shirvan, Mazandaran e Astrabad con il trattato di San Pietroburgo.

### Assedio di Esfahan
La principale minaccia per il regno di Sultan Husayn, giunse dagli afgani ghilzai. Nel 1722, Mahmud e il suo esercito marciarono verso ovest con obiettivo la capitale dello scià Esfahan. Anziché attendere in città e assistere al probabile insuccesso di un assedio del piccolo esercito afghano, Sultan Husayn andò incontro a Mahmud e lo trovò a Golnabad. Qui, l'8 marzo, l'esercito reale venne travolto e tornò ad Esfahan in disordine. Lo scià venne sollecitato a fuggire nelle province per raccogliere un esercito, ma decise di rimanere nella capitale e venne circondato dagli afghani. L'assedio di Mahmud sulla città di Esfahan durò da marzo a ottobre del 1722. Mancando di artiglieria, Mahmud fu costretto a ricorrere ad un lungo assedio nella speranza di far morire di fame i persiani e costringerli alla sottomissione. Il comando di Sultan Husayn, durante l'assedio, mostrò la sua abituale mancanza di decisione e la fedeltà dei suoi governatori provinciali vacillò di fronte a tale incompetenza. Scoppiarono proteste generalizzate contro il suo governo, all'interno di Esfahan e il figlio dello scià, Tahmasp venne finalmente elevato al ruolo di co-reggente. Nel mese di giugno, Tahmasp tentò di fuggire dalla città nel tentativo di rastrellare delle forze nelle province, ma ben poco riuscì ad ottenere. La fame e le malattie, infine, costrinsero alla capitolazione Esfahan (si stima che circa 80.000 dei suoi abitanti morirono durante l'assedio). Il 23 ottobre, Sultan Huseyn abdicò e riconobbe Mahmud come nuovo scià di Persia.

### Prigionia e morte
All'inizio, Mahmud trattò Sultan Husayn con grande rispetto, ma a causa di uno squilibrio mentale, cominciò a vedere l'ex scià con sospetto. Nel mese di febbraio 1725, credendo ad una voce che dava uno dei figli di Sultan Husayn, Safi Mirza, come fuggito, ordinò l'esecuzione capitale di tutti i principi safavidi che erano nelle sue mani, con l'eccezione di Sultan Husayn. Quando questi cercò di fermare il massacro, venne ferito, ma il suo gesto salvò la vita a due dei suoi bambini. Mahmud cedette completamente alla pazzia e morì il 25 aprile dello stesso anno.
Il successore di Mahmud Ashraf, in un primo tempo trattò lo scià deposto con simpatia. In cambio, Sultan Husayn gli concesse la mano di una delle sue figlie, una mossa che avrebbe aumentato la legittimità di Ashraf agli occhi dei persiani. Tuttavia, Ashraf venne coinvolto in una guerra con l'Impero ottomano, che contestava la sua pretesa al trono persiano. Nell'autunno del 1726, il governatore ottomano di Baghdad, Ahmad Pasha, avanzò con il suo esercito su Esfahan, inviando un messaggio ad Ashraf che diceva che era venuto a ripristinare lo scià di Persia sul suo legittimo trono. In risposta, Ashraf tagliò la testa a Sultan Husayn e la inviò al governatore ottomano con il messaggio: "aspettando di dare ad Ahmad Pasha una risposta più completa con la punta della mia spada e della mia lancia" (come commenta l'accademico inglese Michael Axworthy, "In questo modo lo scià Sultan Husayn diede in morte una risposta più tagliente di quanto non avesse mai dato in vita").

## Vita privata
Sultan Husayn si sposò numerose volte:
- (1); nel 1694, con la figlia di Vahshatu Sultan, Safi Quli Khan.
- (2); la figlia di Vakhtang V (Shah Nawaz Khan II), re di Kartli.
- (3); 1710, Begum, nota anche come principessa Khoreshan (morta nel 1722).
- (4); Amina Begum, o Khair un-nisa Khanum.

Figli
- Principe Shahzadeh Soltan Mahmud Mirza (ucciso l'8 febbraio 1725)
- Principe Shahzadeh Safi Mirza (ucciso l'8 febbraio 1725)
- Tahmasp II
- Principe Shahzadeh Soltan Mehr Mirza (ucciso l'8 febbraio 1725)
- Principe Shahzadeh Soltan Heydar Mirza (ucciso l'8 febbraio 1725)
- Principe Shahzadeh Soltan Salim Mirza (ucciso l'8 febbraio 1725)
- Principe Shahzadeh Soltan Soleyman Mirza (ucciso l'8 febbraio 1725)
- Principe Shahzadeh Soltan Ismail Mirza (ucciso l'8 febbraio 1725)
- Principe Shahzadeh Soltan Mohammad Mirza (ucciso l'8 febbraio 1725)
- Principe Shahzadeh Soltan Khalil Mirza (ucciso l'8 febbraio 1725)
- Principe Shahzadeh Mohammad Baqer Mirza (ucciso l'8 febbraio 1725)
- Principe Shahzadeh Mohammad Ja'afar Mirza (ucciso l'8 febbraio 1725)

Figlie
- Principessa Shahzadi ‘Alamiyan ... Begum, sposò Mirza Muqim Khalifa Sultani.
- Principessa Shahzadi ‘Alamiyan ... Begum, sposò Mirza Muhammad Ibrahim.
- Principessa Shahzadi ‘Alamiyan ... Begum, sposò Mir Mahmud Hotak.
- Principessa Shahzadi ‘Alamiyan Soltan Begum, sposò Amanu’llah Sultan, parente di Mir Mahmud Hotak.
- Principessa Shahzadi ‘Alamiyan Nawabeh Begum, sposò Mir Miangi, consigliere religioso di Mir Mahmud Hotak.
- Principessa Shahzadi ‘Alamiyan Shahzadeh Begum, sposò Ashraf Khan Hotak.
- Principessa Shahzadi ‘Alamiyan Razia Begum sposò prima un principe georgiano, poi Nader Shah
- Principessa Shahzadi ‘Alamiyan Fatemeh Begum sposò Ibrahim Khan Afshar.
- Principessa Shahzadi ‘Alamiyan Fatemeh Soltan sposò il principe Reza Qoli Mirza, figlio maggiore di Nader Shah.
- Principessa Shahzadi ‘Alamiyan Khan Ahga Begum, sposò Suleiman II.
- Principessa Shahzadi ‘Alamiyan Maryam Begum, sposò Sayyid Murtaza Khalifa Sultani.